# Digital Spy
Digital Spy es un sitio web británico de noticias y entretenimiento. De acuerdo con cifras de comScore, es el cuarto sitio web británico con más usuarios registrados, con un total de alrededor de dos millones cien mil. Según las estadísticas de tráfico de Alexa Internet, a febrero de 2011, Digital Spy era el nonagésimo tercer sitio web más popular en el Reino Unido.
El sitio fue inaugurado el domingo 17 de enero de 1999 como digiNEWS antes de que se fusionara con sus miembros y formara Digital Spy Ltd. en 2001. Posteriormente, el 9 de abril de 2008 fue anunciado que fue comprado por una suma «significante» de dinero por la editorial de revista Hachette Filipacchi UK, correspondiente a una subsidiaria del Grupo Lagardère.